# 500 Millas de Indianápolis de 1957
La Edición 41° de las 500 millas de Indianapolis se celebró en el Indianapolis Motor Speedway el jueves 30 de mayo de 1957. El evento por segundo año consecutivo parte del calendario del Campeonato Nacional del USAC, y una vez más era válida de la temporada 1957 del Campeonato Mundial de Fórmula 1.
El norteamericano Sam Hanks se adjudicó las 500 millas de Indianápolis en su decimotercer intento (algo que ningún otro ganador de las Indy 500 lograse hasta el brasileño Tony Kanaan en 2013). Se le conoce porque fue tras esta competencia que se dio su retirada de la competición precisamente en el óvalo de Indianapolis Motor Speedway con la anhelada victoria. Contrariamente a la creencia popular, Hanks no se retiró por completo de las carreras hasta el final de la temporada. Se saltó la Carrera de los Dos Mundos, cuando su participación terminó, realmente había cambiado por competencias Stock Car de la USAC, al participar en el Campeonato USAC de Stock Car en el mismo año del retiro de las competencias de monoplazas, ganando el evento en Trenton Speedway, y terminando tercero en puntos en el campeonato de 1957.
Hanks recibió como premio récord de $103.844 dólares embolsados, siendo el primer piloto en ganar una carrera de un solo premio de $100.000 dólares. El premio total de la carrera fue también un récord, por primera vez osilaba más de 300.000 dólares.
George Salih, comentó que Hanks ganó la carrera con el notable y famoso Offy Lay-down. El motor Offenhauser fue montado al lado y se desplazaba fuera del centro. Esto se hizo con el fin de bajar el centro de gravedad, reducir el área frontal, y contrarrestar el balanceo de la carrocería en las curvas. El coche que Hanks que condujo hacia la victoria de la Indy 500 de 1957 la ganaría de punta a punta, así como Jimmy Bryan llegó pilotando el mismo chasis hacia la victoria nuevamente en 1958.

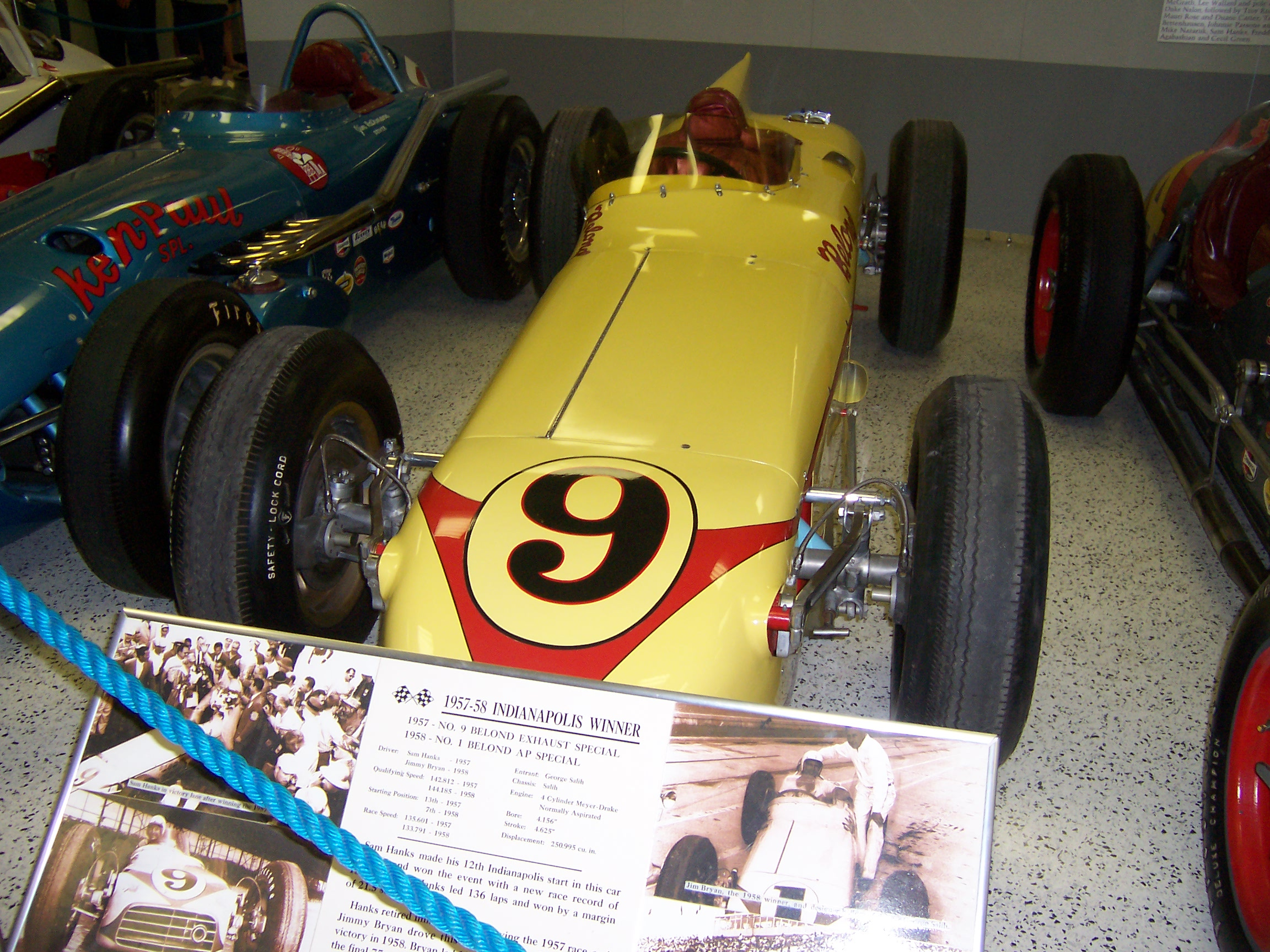
Coche ganador de la Indy 500 de 1957.

## Mejoras en la Pista
En 1957, circuito introdujo un nuevo carril de boxes y la construcción de la Torre Maestra de Control para las transmisiones de carrera, así como el calendario y la puntuación. Por primera vez, la zona de boxes se separó de la recta principal con una pared interior. El pit lane estaba pavimentado en concreto (la recta principal permaneció con sus tradicionales y originales ladrillos), mientras que una franja de césped fue colocado en toda longitud de la calle de boxes para dar cabida a bordo de hombres que señalizaban del equipo de boxes.
Para la carrera de 1957, el campo se alinearon en la zona de boxes una fila simple, en lugar de las tradicionales once filas de tres coches en la superficie de la pista. En cuanto zona de partida para dar las vueltas de carrera, la pista estuvo preparada para su inicio y se alineó para la bandera verde. En 1957, la pista ahora adoptaba a dos vueltas de calentamiento (un "desfile" de vuelta, y uno para el ritmo de vuelta de formación), un incremento respecto a sola vuelta se venía utilizado anteriormente. Esta práctica regía a un solo archivo que finalmente conduciría a la confusión, y fue utilizada solo por dos años.

## Prácticas, ensayos y Clasificaciones
Las pruebas clasificatorias se programaron como siempre durante cuatro días, pero el segundo día fue suspendido por lluvia. La lluvia también afectó el día de prácticas. El italiano Giuseppe Farina fue el único piloto europeo en la lista de inscritos para la carrera, sin embargo, él no trató de clasificar. Farina tenía dificultades para conseguir un coche con buena velocidad, y había experimentado problemas de pilotaje. El 15 de mayo, su compañero Keith Andrews entró con su coche para una prueba, pero se estrelló. Debajo de la recta principal, Andrews comenzó a deslizarse, y cuando trató de corregir, el coche se fue contra la pared interior que separa la zona de boxes. Andrews murió aplastado entre el carenado y el depósito de combustible, pero no se presentó incendio. Farina se retiró después de Andrews muriera, sin un auto de repuesto para utilizarlo.
Pat O'Connor se clasificó para la pole position. Las lluvias torrenciales retrasaron la clasificación durante casi cuatro horas, y algunas horas de la tarde. Un total de nueve coches completaron carreras de práctica y clasificación. La velocidad de O'Connor fue de 143,948 mph que no fue un registro histórico, Troy Ruttman estaba en al volante, y después de una vuelta de más de 144 mph, la lluvia le obligó a abortar su intento. Él fue capaz de volver a salir a la pista, pero tuvo que conformarse con la velocidad de solo 142,772 mph. El primer novato en entrar a la pista, era Elmer George, el esposo de Mari Hulman George, e hijo del presidente del Indianapolis Motor Speedway, Tony Hulman y abuelo de Tony George, el actual dueño del trazado y dueño de la IndyCar Series.
El segundo día programado para las clasificaciones fue suspendido por la lluvia torrencial. Pablo Russo, que marcó una velocidad de 144,817 mph, fue el piloto más rápido del día, siendo una de las novedades con su Novi Specials. Russo fue el calificador más rápido en pista, ya que su velocidad era más rápida que el tiempo de la pole del fin de semana anterior. La lluvia y los vientos plagaron la última jornada de pruebas clasificatorias. 23 coches entraron en el día dándolo todo para poder tener las últimas 11 posiciones. Se realizaron un total de 43 intentos, y con 9 coches que chocaron. Tony Bettenhausen con una velocidad de 142,439 mph, fue el piloto más rápido del día, conduciendo su Novi Specials de 500 hp. Bill Cheesbourg necesitaba dos coches para hacerse una posición de partida. Su primer intento fue demasiado lento. Pero al final del día, se impuso con su coche Cliff Griffith, ya con una velocidad de 141,565 mph, todo porque Johnnie Parsons se estrelló al tratar de aliearse a la clasificación final

## Resumen de Carrera
En la recta opuesta en la vuelta del liderato, Elmer George fue golpeado en la parte trasera de su coche por Eddie Russo, poniendo los dos coches fuera de carrera antes de la partida. Solo 31 autos tomarían la bandera verde.
El Poleman Pat O'Connor tomaría la delantera en la salida y lideró las primeras cuatro vueltas. Pero Troy Ruttman lle adelantó y pasó a liderar entre las vueltas 5-6. O'Connor volvió a tomar la delantera en las vueltas 7-9, pero Ruttmann volvió a arrebatarle el liderato liderando en las vueltas 10-11, hasta que hasta una falla del motor tuvo que retirarse de competencia. Paul Russo tomó la delantera en la vuelta 12, y en los primeros doce giros ya había habido cuatro cambios de líder entre tres conductores.
Aunque Sam Hanks, que inició desde el 13° lugar, ya había liderado gran parte de la competencia, pero tomó la delantera de manera definitiva en la vuelta 135 rumbo a su victoria.

## Resultados de Competencia
| Pos. Final | Pos. Inicial | Dorsal | Piloto            | Fabricante               | Tiempo | Rango | Vueltas | Vuel. Lid. | Registro/Suceso       | Puntos Fórmula 1 |
| ---------- | ------------ | ------ | ----------------- | ------------------------ | ------ | ----- | ------- | ---------- | --------------------- | ---------------- |
| 1          | 13           | 9      | Sam Hanks         | Epperly-Offenhauser      | 142.81 | 6     | 200     | 136        | 3:41:14.25            | 8                |
| 2          | 32           | 26     | Jim Rathmann      | Epperly-Offenhauser      | 139.8  | 31    | 200     | 24         | +21.46                | 7                |
| 3          | 15           | 1      | Jimmy Bryan       | Kuzma-Offenhauser        | 141.18 | 17    | 200     | 0          | +2:13.97              | 4                |
| 4          | 10           | 54     | Paul Russo        | Kurtis Kraft-Novi        | 144.81 | 1     | 200     | 24         | +2:56.86              | 3                |
| 5          | 12           | 73     | Andy Linden       | Kurtis Kraft-Offenhauser | 143.24 | 5     | 200     | 0          | +3:14.27              | 2                |
| 6          | 5            | 6      | Johnny Boyd       | Kurtis Kraft-Offenhauser | 142.1  | 10    | 200     | 0          | +4:35.27              |                  |
| 7          | 28           | 48     | Marshall Teague   | Kurtis Kraft-Offenhauser | 140.32 | 26    | 200     | 0          | +4:45.58              |                  |
| 8          | 1            | 12     | Pat O'Connor      | Kurtis Kraft-Offenhauser | 143.94 | 2     | 200     | 7          | +5:33.15              |                  |
| 9          | 16           | 7      | Bob Veith         | Phillips-Offenhauser     | 141.01 | 19    | 200     | 0          | +6:17.11              |                  |
| 10         | 14           | 22     | Gene Hartley      | Lesovsky-Offenhauser     | 141.27 | 16    | 200     | 0          | +7:10.12              |                  |
| 11         | 19           | 19     | Jack Turner       | Kurtis Kraft-Offenhauser | 140.36 | 25    | 200     | 0          | +7:56.07              |                  |
| 12         | 11           | 10     | Johnny Thomson    | Kuzma-Offenhauser        | 143.52 | 4     | 199     | 5          | +1 Vuelta             |                  |
| 13         | 33           | 95     | Bob Christie      | Kurtis Kraft-Offenhauser | 139.77 | 32    | 197     | 0          | +3 Vueltas            |                  |
| 14         | 25           | 82     | Chuck Weyant      | Kuzma-Offenhauser        | 141.1  | 18    | 196     | 0          | +4 Vueltas            |                  |
| 15         | 22           | 27     | Tony Bettenhausen | Kurtis Kraft-Novi        | 142.43 | 9     | 195     | 0          | +5 Vueltas            |                  |
| 16         | 17           | 18     | Johnnie Parsons   | Kurtis Kraft-Offenhauser | 140.78 | 21    | 195     | 0          | +5 Vueltas            |                  |
| 17         | 21           | 3      | Don Freeland      | Kurtis Kraft-Offenhauser | 139.64 | 33    | 192     | 0          | +8 Vueltas            |                  |
| 18         | 6            | 5      | Jimmy Reece       | Kurtis Kraft-Offenhauser | 142    | 11    | 182     | 0          | Falla del Acelerador  |                  |
| 19         | 27           | 92     | Don Edmunds       | Kurtis Kraft-Offenhauser | 140.44 | 23    | 170     | 0          | Dirección Rota        |                  |
| 20         | 31           | 28     | Johnnie Tolan     | Kurtis Kraft-Offenhauser | 139.84 | 30    | 138     | 0          | Falla del Embrague    |                  |
| 21         | 30           | 89     | Al Herman         | Dunn-Offenhauser         | 140    | 29    | 111     | 0          | Accidente             |                  |
| 22         | 4            | 14     | Fred Agabashian   | Kurtis Kraft-Offenhauser | 142.55 | 8     | 107     | 0          | Fuga de Combustible   |                  |
| 23         | 2            | 88     | Eddie Sachs       | Kuzma-Offenhauser        | 143.87 | 3     | 105     | 0          | Fuga de Combustible   |                  |
| 24         | 18           | 77     | Mike Magill       | Kurtis Kraft-Offenhauser | 140.41 | 24    | 101     | 0          | Accidente             |                  |
| 25         | 20           | 43     | Eddie Johnson     | Kurtis Kraft-Offenhauser | 140.17 | 28    | 93      | 0          | Soporte del Neumático |                  |
| 26         | 23           | 31     | Bill Cheesbourg   | Kurtis Kraft-Offenhauser | 141.56 | 13    | 81      | 0          | Fuga de Combustible   |                  |
| 27         | 8            | 16     | Al Keller         | Kurtis Kraft-Offenhauser | 141.39 | 14    | 75      | 0          | Accidente             |                  |
| 28         | 29           | 57     | Jimmy Daywalt     | Kurtis Kraft-Offenhauser | 140.2  | 27    | 53      | 0          | Accidente             |                  |
| 29         | 7            | 83     | Ed Elisian        | Kurtis Kraft-Offenhauser | 141.77 | 12    | 51      | 0          | Retiro                |                  |
| 30         | 24           | 8      | Rodger Ward       | Lesovsky-Offenhauser     | 141.32 | 15    | 27      | 0          | Compresor             |                  |
| 31         | 3            | 52     | Troy Ruttman      | Watson-Offenhauser       | 142.77 | 7     | 13      | 4          | Motor                 |                  |
| 32         | 26           | 55     | Eddie Russo       | Kurtis Kraft-Offenhauser | 140.86 | 20    | 0       | 0          | Accidente             |                  |
| 33         | 9            | 23     | Elmer George      | Kurtis Kraft-Offenhauser | 140.72 | 22    | 0       | 0          | Accidente             |                  |

#### Suplentes
- Primera alternativa: Billy Garrett[9]